# Los Llanos de Tormes
Los Llanos de Tormes ist ein Ort und eine zentralspanische Berggemeinde (municipio) mit nur noch 63 Einwohnern (Stand: 2024) in der Provinz Ávila in der Autonomen Region Kastilien-León.

## Lage und Klima
Der ca. 1050 m hoch gelegene Bergort Los Llanos de Tormes liegt auf dem Nordufer des Río Tormes auf der Nordseite des maximal 2592 m hohen Gebirgszugs der Sierra de Gredos. Die Provinzhauptstadt Ávila liegt gut 90 km (Fahrtstrecke) nordöstlich; die Stadt El Barco de Ávila ist nur ca. 5 km in nordwestlicher Richtung entfernt. Das Klima im Winter ist kühl, im Sommer dagegen gemäßigt bis warm;  Niederschlag (ca. 595 mm/Jahr) fällt – mit Ausnahme der nahezu regenlosen Sommermonate – verteilt übers ganze Jahr.

## Bevölkerungsentwicklung
| Jahr      | 1857 | 1900 | 1950 | 2000 | 2019 |
| Einwohner | 304  | 411  | 543  | 128  | 60   |

Aufgrund der Mechanisierung der Landwirtschaft, der Aufgabe bäuerlicher Kleinbetriebe und dem damit einhergehenden Verlust an Arbeitsplätzen ist die Einwohnerzahl der Gemeinde seit den 1950er Jahren deutlich rückläufig (Landflucht).

## Wirtschaft
Das wirtschaftliche Leben der Gemeinde ist in hohem Maße agrarisch orientiert – früher wurde Getreide zur Selbstversorgung ausgesät; Gemüse stammte aus den Hausgärten und auch Viehzucht wurde betrieben. Seit den letzten Jahrzehnten des 20. Jahrhunderts spielt der ländliche Tourismus (turismo rural) eine immer bedeutsamer werdende Rolle im Wirtschaftsleben der Gemeinde.

## Geschichte
Obwohl der Ort zum ehemaligen Siedlungsgebiet der Vettonen gehörte, wurden bislang weder keltische, römische, westgotische noch maurische Funde entdeckt. Man muss daher annehmen, dass das hochgelegene Gebiet jahrhundertelang nur als Sommerweide für die Herden der Transhumanten diente und erst nach der Rückeroberung (reconquista) Ávilas im 11. Jahrhundert allmählich besiedelt wurde. Im weiteren Verlauf des Mittelalters und der frühen Neuzeit wurde das Gebiet am Oberlauf des Río Tormes von Piedrahita aus verwaltet.

## Sehenswürdigkeiten
Die Iglesia de la Natividad de Nuestra Señora ist ein einfacher ländlicher Kirchenbau der Zeit um 1600; der aus exakt behauenen Steinen gefügte Glockenturm (campanario) scheint etwas später hinzugekommen zu sein. Ein schlichtes Rundbogenportal mit einem umlaufenden  Kugelstab führt in die dreischiffige, aber nur von einem einzigen Dachstuhl bedeckte Kirche, deren Außenmauern aus Bruchsteinen bestehen. Lediglich der Chorbogen im Übergang vom Langhaus zur Apsis ist aus Werksteinen gefügt. Die drei Schiffe sind durch Stützbalken voneinander getrennt. Chorjoch und Apsis werden von einer trapezförmigen Artesonado-Decke bedeckt. Zur Ausstattung der Kirche gehören ein schmuckloser Taufstein und drei mittelgroße Altarretabel.